# Lialia
La Lialia (en russe : Ляля) est une rivière de l'oblast de Sverdlovsk, en Russie, et un important affluent en rive droite de la Sosva. Elle est donc un sous-affluent de l'Ob, par la Sosva, la Tavda, la Tobol et enfin l'Irtych.

## Géographie
La Lialia prend naissance sur le versant oriental de l'Oural septentrional. Après sa naissance, elle coule globalement en direction du sud-est. Elle pénètre bientôt dans la plaine de Sibérie occidentale. 

À mi-parcours, elle change progressivement d'orientation, adoptant la direction de l'est puis du nord-est. Après avoir baigné la ville de Novaïa Lialia, elle reçoit de gauche les eaux de son grand affluent, la Lobva, plus abondant qu'elle. Après ce confluent, elle se dirige droit vers l'est et finit par se jeter dans la Sosva en rive droite.

## Villes traversées
- La ville de Novaïa Lialia est située à plus ou moins 25 kilomètres en amont du confluent avec la Lobva.

## Affluents
- La Lobva conflue au niveau de la petite localité d'Oust-Lobva (en rive gauche).